# Falsa inocencia
Falsa inocencia (título original: Lured Innocence) es una película estadounidense de drama y suspenso de 2000, escrita y dirigida por Kikuo Kawasaki. La obra fue musicalizada por Christopher Lennertz; en la producción fotográfica estuvieron Irek Hartowicz y Conrad Hunziker III. Los protagonistas son Dennis Hopper, Marley Shelton y Devon Gummersall, entre otros. El filme fue producido por Lured Innocence Productions Inc. y se estrenó el 28 de diciembre de 2000.

## Sinopsis
Trata acerca de un periodista que fue enviado a seguir un juicio por homicidio y termina descubriendo una red de engaños originada por una ardiente aventura.